# Simon Dickie
Simon Charles Dickie (* 31. März 1951 in Waverley, Neuseeland; † 13. Dezember 2017) war ein neuseeländischer Steuermann im Rudersport.
Dickie nahm erstmals an den Olympischen Spielen 1968 in Mexiko-Stadt teil, wo er bei den Ruderwettbewerben im Vierer mit Steuermann die Goldmedaille holte. Vier Jahre später, bei den Olympischen Spielen in München, konnte er im Achter diesen Erfolg wiederholen und seine zweite Goldmedaille gewinnen. Im selben Boot gewann er 1976 in Montreal noch die Bronzemedaille.